# ویرایشگر حساس به زبان
ویرایشگر حساس به زبان (LSE) یک ویرایشگر بصری تمام صفحه برای سیستم عامل‌های VAX/VMS و OpenVMS است. LSE با کاربری از زبان Text Processing Utility (TPU) پیاده‌سازی شده است. این ابزار بخشی از مجموعه ابزار برنامه‌نویسی DECset است که شامل یک گرداننده‌ی آزمایش، تحلیلگر کنشکرد و پوشش (PCA)، یک سامانه‌ی گردانندگی کد (CMS) و یک سامانه‌ی گردانندگی ماژول (MMS) نیز می‌شود. 

## ویژگی‌ها
LSE به ویژگی‌های ترمینال VT100 و مدل‌های بعدی آن یا یک شبیه‌ساز ترمینال سازگار نیاز دارد. این سامانه دارای ویژگی‌های زیر است: 
- قالب‌های نحوی برای تعدادی از زبان‌های برنامه‌نویسی، که می‌توانند بدست کاربر دگرگون شوند یا گسترش یابند.
- پشتیبانی از پنجره سازی.
- کامپایل و اشکال‌زدایی در داخل ویرایشگر.
- توابع ویرایش قابل برنامه‌ریزی
- طرح‌بندی پیش‌فرض صفحه‌کلید EDT .

## زبان‌ها
همانطور که در سال ۱۹۹۹ پخش شد، LSE با قالب‌هایی برای زبان‌های برنامه‌نویسی زیر دردسترس شد: 
- دک آدا
- دک بیسیک
- دک سی
- دک سی++
- وکس کوبول
- فورترن دیجیتال
- دک پاسکال
- وکس بلیس-۳۲
- وکس سی
- وکس ماکرو
- دک PL/I

از سال ۲۰۰۷، الگوهای زیر نیز افزون شده‌اند: 
- Kednos PL/I برای OpenVMS
- وکس آدا
- وکس بیسیک
- وکس بلیس
- وکس سی دی دی/پلاس
- دک کوبول
- بازیابی اطلاعات VAX
- داده‌گردانی دسامبر
- وکس دیبول
- سند VAX
- وکس فورترن
- ماکرو-۶۴
- اسکن وکس

## بنمایه‌ها
1. ↑  Stevens, Mark. "Language Sensitive Editor: LSE". VMS Users Guide. Retrieved August 31, 2016.
2. ↑  "Kednos PL/I for OpenVMS Systems User Manual". Kednos.com. Retrieved August 31, 2016.